# Hans Pahner
Hans Pahner (nach anderen Quellen Heinrich Pahner; * 16. Dezember 1891 in Leipzig; † unbekannt) war ein deutscher Turner.
Hans Pahner nahm an den Olympischen Spielen 1912 in Stockholm teil. Mit der deutschen Mannschaft belegte er im Freien System den vierten und im Mannschaftsmehrkampf den fünften Platz. Pahner studierte Mathematik.